# Donna che si pettina (affresco)
Donna che si pettina è un affresco rinvenuto nella villa Arianna a Stabia e custodito all'interno del Museo archeologico nazionale di Napoli.

## Storia
L'affresco venne dipinto in età neroniana, nel periodo compreso tra il 54 e il 69, durante i lavori di restauro della villa, nel cosiddetto triclinio 7, stesso ambiente dove erano raffigurati altri soggetti seduti come Donna seduta, Vecchio seduto e Giovane seduto. Fu rinvenuto tra il 15 e il 22 marzo 1760 e successivamente staccato per ricavarne un quadretto.

## Descrizione
L'affresco si ispira alla Venere Anadiomene realizzata da Apelle. Il dipinto raffigura, su un fondo nero, una fanciulla, seduta su uno sgabello con cuscino e piedi arrotondati, nell'atto di accomodarsi un ciuffo di capelli guardandosi allo specchio; la parte superiore del corpo è nudo, mentre quella sottostante è coperta da un velo rosso. I piedi sono incrociati e quello sinistro ben posizionato a terra per reggere meglio il peso del corpo in quanto lo sgabello è privo di spalliera.